# Leblanc processen
Leblanc processen var en tidlig industriel proces til fremstilling af soda (natriumcarbonat), der blev brugt i hele det 19. århundrede. Den er opkaldt efter dens opfinder, Nicolas Leblanc. Den omfattede to trin: fremstilling af natriumsulfat fra natriumchlorid, efterfulgt af en reaktion af natriumsulfat med kul og calciumcarbonat for at fremstille natriumcarbonat. Processen blev gradvist forældet efter udviklingen af Solvay processen .

## Baggrund
Soda aske (natriumcarbonat) og kalisalt (kaliumkarbonat), samlet betegnet alkali, er helt essentielle kemikalier i glas-, tekstil-, sæbe- og papirindustrien. I Vesteuropa har den traditionelle kilde til alkali været kaliumchlorid udvundet af træaske. Men i det 13. århundrede havde skovrydning gjort dette produktionsmiddel økonomisk urentabelt, og alkali måtte importeres. Kaliumsalte blev importeret fra Nordamerika, Skandinavien og Rusland, hvor der stadig stod store skove. Soda blev importeret fra Spanien og De Kanariske Øer, hvor den blev fremstillet af asken fra glasurtplanter (kaldet barillaaske i Spanien), eller importeret fra Syrien. Soda aske fra glasurt planteaske var hovedsageligt en blanding af natrium- og kaliumcarbonat. I Egypten blev naturligt forekommende natriumcarbonat, mineralet kulsurt natron, udvundet fra tørre søbunde. I Storbritannien var kelp, som skyllede i land i Skotland og Irland, den eneste lokale kilde til alkali.
I 1783 tilbød kong Ludvig XVI af Frankrig og det franske videnskabsakademi en pris på 2400 livre for en metode til at fremstille alkali fra havsalt (natriumchlorid). I 1791 patenterede Nicolas Leblanc, der var Louis Philip II, hertug af Orléans' læge, en løsning. Samme år byggede han den første Leblanc-fabrik til hertugen i Saint-Denis, og denne begyndte at producere 320 tons sodavand om året. På grund af den franske revolution blev han blev nægtet sine præmiepenge.